# Ledbury
Ledbury est une ville et une paroisse civile du Herefordshire, en Angleterre. Elle est située dans l'est du comté, à l'ouest des collines de Malvern. Au recensement de 2011, elle comptait 9 290 habitants.

## Personnalités liées
- Henry Scott Holland (1847-1918), théologien et écrivain britannique.

## Galerie

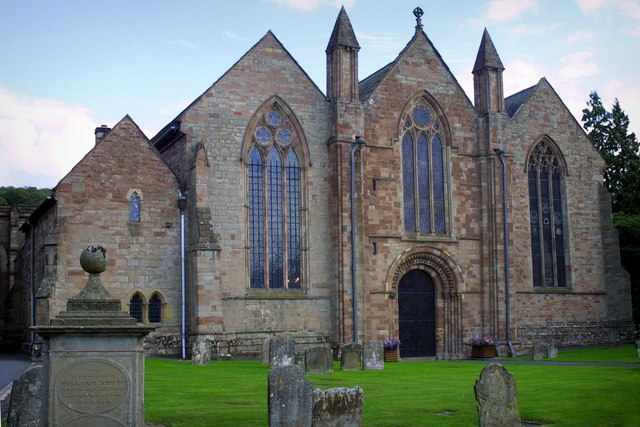
St. Michael and All Angels' Church
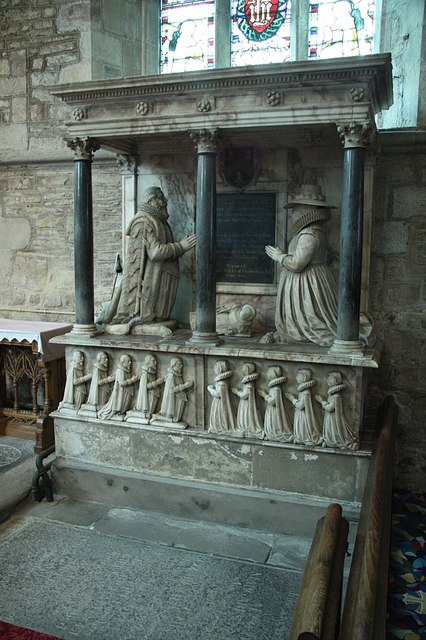
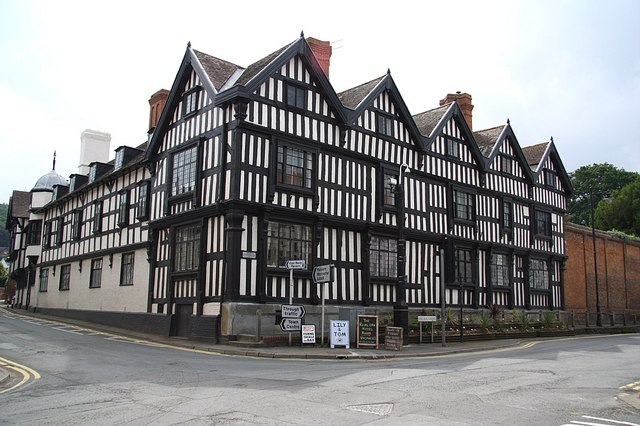
Ledbury Park construit vers 1600 par la famille Biddulph